# Chick-fil-A
Chick-fil-A («Чик-фил-эй»)— американская сеть ресторанов быстрого питания, специализирующаяся на сэндвичах из курицы.
Штаб-квартира компании находится в пригороде Атланты, штат Джорджия. Сеть ресторанов основана в 1946 году и на данный момент насчитывает более 2600 заведений в США, Канаде и Пуэрто-Рико (третья по величине сеть предприятий быстрого питания в США после McDonald’s и Starbucks). Слоганы сети: «Мы не изобрели курицу, только куриный сэндвич», а также «Ешьте больше курятины». При приготовлении блюд не используются транс-жиры, а также курятина, выращенная на антибиотиках. Chick-fil-A является спонсором ряда мероприятий. Так, компания выделяет деньги для проведения баскетбольного турнира Chick-fil-A Classic в Колумбии, Южная Каролина, на соревнование по американскому футболу Chick-fil-A Peach Bowl в Атланте, Джорджия. Целью благотворительного мототура Chick-fil-A Peach Bowl является сбор денег для неизлечимо больных детей.
Данная сеть ресторанов не работает по воскресеньям из-за христианской веры её основателей. А также в День Благодарения и Рождество. В честь западно-христианского литургического сезона Великого поста Chick-fil-A продвигает бутерброды с рыбой в знак воздержания от мяса.
В 2012 году пожертвования Chick-fil-A вызывали споры, когда заявления генерального директора Дэна Кэти против однополых браков вызвали общенациональные бойкоты. Консервативная позиция компании по отношению к однополым бракам стала предметом общественного спора, хотя компания начала ослаблять свою позицию по этому вопросу. Она прекратила заниматься благотворительностью по отношению к Братству христианских спортсменов и Армии спасения, двум религиозным благотворительным организациям, после многолетних обязательств, закончившихся в 2018 году.

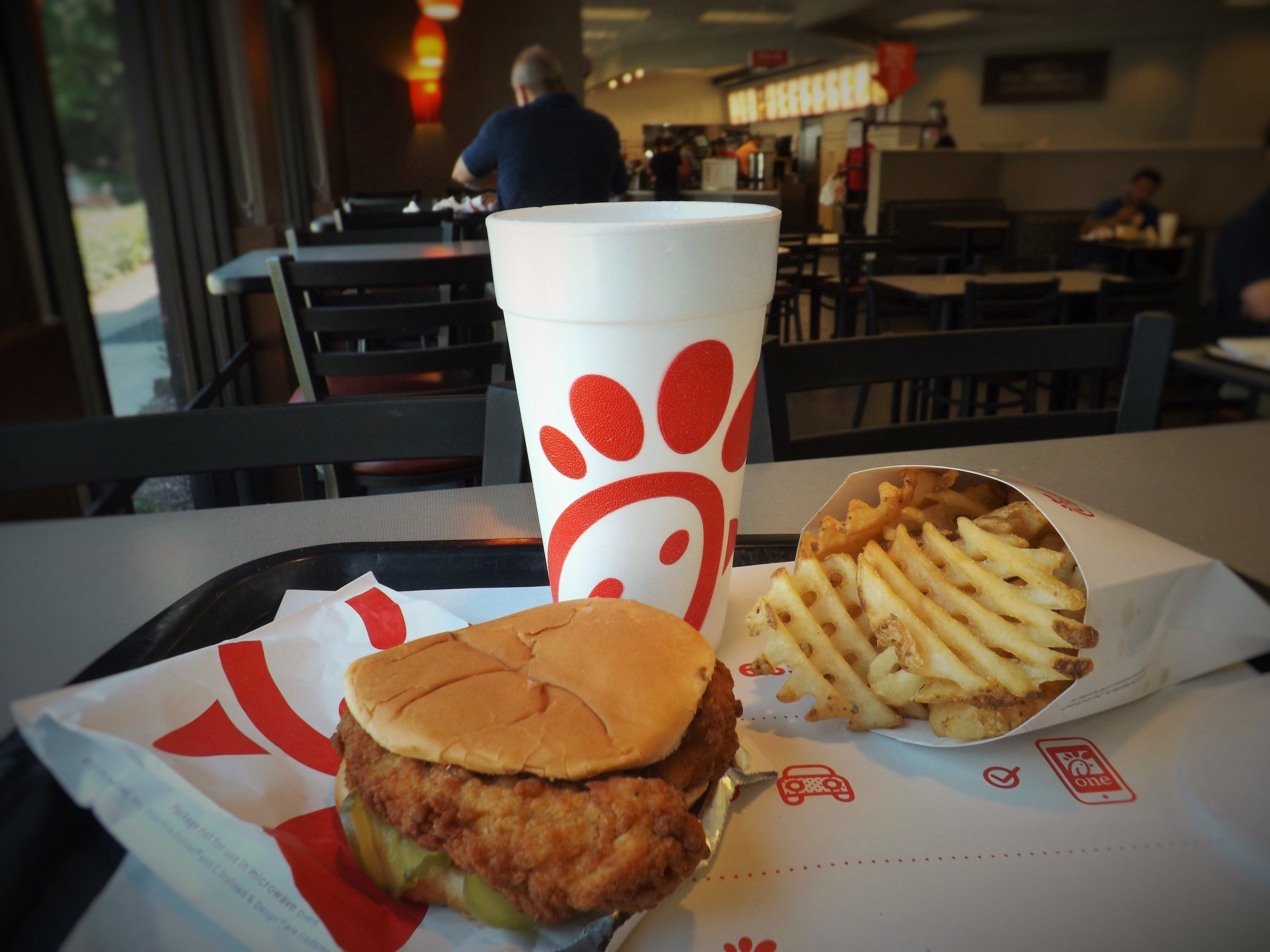
Пример продукции Chick-fil-A

В конце 2010-х годов компания открыла несколько ресторанов в Великобритании, но негативная позиция руководства компании в отношении LGBTQ стала причиной общественных протестов, в результате чего рестораны постепенно закрылись. Последний ресторан в Лондоне был закрыт в 2020 году.
В настоящий момент компания планирует вложить 1 млрд долларов США в открытие ресторанов в двух точках в Европе и Азии, что должно произойти к 2026 году, с последующим выходом на другие международные рынки к 2030 году.
Особую популярность бренд получил после песни Канье Уэста «Closed On Sunday» (альбом Jesus Is King). Первая строчка трека: «Closed on Sunday, you’re my Chick-fil-A».